# Print Quarterly
Print Quarterly est une revue académique internationale trimestrielle consacré à l'histoire de l'art de l'estampe et à l'art de la gravure. Elle est publiée à Londres quatre fois par an, en mars, juin, septembre et décembre, depuis 1984. Largement citée dans les ouvrages d'art, c'est une revue de référence dans sa spécialité, contenant de nombreuses reproductions.

## Histoire
Print Quarterly est fondée en 1984 par le spécialiste des arts et homme d'affaires britannique David Landau, qui en a été le rédacteur en chef pendant vingt-huit ans.
En 2010, Rhoda Eitel-Porter devient la rédactrice en chef. L'équipe internationale de collaborateurs est composée de spécialistes et de conservateurs de musées travaillant dans l'histoire de l'estampe et les arts graphiques.
La revue publie des études récentes concernant tout sujet lié à l'estampe. Elle couvre la tradition occidentale dans les arts graphiques autant que l'estampe asiatique, latino-américaine et africaine. Les articles traitent du rôle et de l'importance des estampes depuis plusieurs perspectives dont celles de l'histoire de la société et de la culture, l'iconographie, la biographie et la collection. La revue contient également des critiques de livres récents liés aux arts graphiques et de catalogues d'exposition d'œuvres sur papier.
La liste des contenus de chaque volume de 1984 à 2009 est disponible sur le site de la revue et de nombreux articles sont référencés dans la Bibliography for the History of Art du Getty Research Institute.

## Comité scientifique
Clifford Ackley, David Alexander, Judith Brodie, Michael Bury, Paul Coldwell, Marzia Faietti, Richard Field, Celina Fox, David Freedberg, Pat Gilmour, Antony Griffiths, Craig Hartley, Martin Hopkinson, Ralph Hyde (1939-2015), Catherine Jenkins, David Kiehl, Fritz Koreny, David Landau, Séverine Lepape, Ger Luijten, Giorgio Marini, Jean Michel Massing, Mark McDonald, Nadine Orenstein, Peter Parshall, Maxime Préaud, Christian Rümelin, Michael Snodin, Naoko Takahatake, Ellis Tinios, An Van Camp, Henri Zerner.